# African Forest Landscape Restoration Initiative
Mit der African Forest Landscape Restoration Initiative (AFR100) sollen bis 2030 auf einer Fläche von 100 Mio. Hektar Bäume gepflanzt werden. Das Aufforstungsprogramm wurde Ende 2015 am Rande der UN-Klimakonferenz COP21-Verhandlungen in Paris vorgestellt und wird mit 1 Mrd. Dollar von der Weltbank und mit 0,54 Mrd. Dollar von privaten Investoren gefördert.
Das deutsche Entwicklungshilfeministerium (BMZ) ist beratender Projektpartner.
Die geplante Waldfläche, die in länderspezifischen Programmen aufgeforstet werden soll, entspricht dem dreifachen der Grundfläche Deutschlands.

## Projekt-Beteiligte
Initiatoren:
- Entwicklungsprogramm der Afrikanischen Union (NEPAD)
- Bundesministerium für wirtschaftliche Zusammenarbeit und Entwicklung (BMZ)
- World Resources Institute (WRI)

Die Neue Partnerschaft für Afrikas Entwicklung (NEPAD) hat zum Ziel, die panafrikanische sozioökonomische Entwicklung zu fördern.
Das World Resources Institute (WRI) ist als globales Forschungsinstitut in mehr als 50 Ländern aktiv und hat Niederlassungen u. a. in den Vereinigten Staaten, China, Indien und Brasilien.
Stand Juni 2016 beteiligen sich 13 afrikanische Länder, die zusagt haben, insgesamt 41 Millionen Hektar degradierte Flächen aufzuforsten:
- Demokratische Republik Kongo – 8 Mio. Hektar
- Äthiopien – 15 Mio. Hektar
- Kenia
- Liberia – 1 Mio. Hektar
- Madagaskar
- Malawi
- Niger – 3,2 Mio. Hektar
- Ruanda – 2 Mio. Hektar
- Togo
- Uganda – 2,5 Mio. Hektar
- Zentralafrikanische Republik
- Ghana
- Mosambik

Um die Zielmarke von 100 Mio. Hektar zu erreichen, müssen weitere Länder überzeugt werden, so Ingrid-Gabriela Hoven vom deutschen Entwicklungshilfeministerium und vormalige Direktorin der Weltbank.
Nach Aussagen der britischen Tageszeitung The Guardian, haben Kamerun, Burundi und Kongo-Brazzaville sich ebenfalls bereit erklärt, die Initiative zu unterstützen.
Investoren:
- Weltbank – 1.000 Mio. US-Dollar
- Ecoplanet Bamboo – 175 Mio. US-Dollar bis 2020
- Sustainable Forest Investments (Niederlande) – 150 Mio. US-Dollar bis 2030
- Terra Global Capital – 100 Mio. US-Dollar bis 2030
- Green World Ventures – 65 Mio. US-Dollar bis 2020
- Moringa Partnership – 56,5 Mio. US-Dollar bis 2030
- NatureVest (Tochterunternehmen von Nature Conservancy)
- Permian Global

Moringa Partnership will mit dem Geld Firmen unterstützen, die bereits in diesem Geschäft etabliert sind und sie beim weiteren Wachstum unterstützen.
Weitere Partner:
- Clinton Foundation
- Ernährungs- und Landwirtschaftsorganisation der Vereinten Nationen (FAO)
- International Union for Conservation of Nature (IUCN)
- Jane-Goodall-Institut (JGI)
- Neue Partnerschaft für Afrikas Entwicklung (NEPAD)
- The Landscapes for People, Food and Nature Initiative (LPFN)
- The Nature Conservancy (TNC)
- Green Belt Movement – technischer Berater[1]

## Ziele des Programms AFR100
„Die Wiederherstellung von Waldlandschaften ist Afrikas Geschenk an die Welt“, sagt Andrew Steer, Präsident und CEO des World Resources Institute am Rande der COP21-Verhandlungen.
Laut einer Analyse dieses Instituts führt die Umsetzung der Verpflichtungen zu einer CO2-Reduzierung um 1,2 Gigatonnen  in den kommenden 10 Jahren, was 36 Prozent der jährlichen Emissionen Afrikas beziehungsweise 0,25 Prozent der weltweiten Emissionen entspricht.
„Insgesamt mehr als 700 Millionen Hektar in Afrika haben das Potential zur Wiederaufforstung“, so Ibrahim Assane Mayaki, CEO von NEPAD und ehemaliger Premierminister von Niger.
Diese Fläche ist nach Aussagen von wissenschaftlichen Analysen durch Bodendegradation betroffen.
Vincent Biruta, Umweltminister von Ruanda verspricht sich von der „Wiederherstellung unserer Waldlandschaften“ … „Wohlstand, Sicherheit und Chancen“.
Die im Projekt zu bewältigenden Aufgaben sind nicht zu unterschätzen, so Ingrid-Gabriela Hoven vom BMZ:
- Wer wird sich um Wiederaufforstung kümmern?
- Wer pflegt die Setzlinge?
- Wo sollte aufgeforstet werden?
- Wie beteiligen wir die Frauen und Jugendliche im Dorf?
- Wer kümmert sich um die Bewässerung der Setzlinge?
- Wem gehören die neuen Holzvorkommen?
- Es gibt viel zu planen, mit den Bevölkerungen zu besprechen und technisch zu unterstützen.

## Wiederherstellung des afrikanischen Baumbestands
Während in Europa und Asien die Wälder wachsen, schrumpfen sie in Afrika, Nord-, Mittel- und Südamerika.
Unter anderem in Malawi und Mali konnte bereits nachgewiesen werden, dass die Wiederaufforstung funktionieren kann.
In der äthiopischen Region Tigray wurden eine Million Hektar an Wald wiederherstellt. Darüber hinaus wurde gegen die Nutzung von Holz als Brennstoff zum Kochen geworben und hügligen Ackerflächen terrassiert, um Bodenerosion zu verhindern.
In Nigeria wurden auf einer Fläche von fünf Millionen Hektar landwirtschaftlicher Fläche Bäume auf den Farmen angepflanzt, was nach Angaben der britischen Tageszeitung The Guardian die Ernährungs-Sicherung gesteigert hätte.
Das Projekt sei in seiner Größe beispiellos, sagte Wanjira Mathai, die Chefin der kenianischen Green Belt Bewegung, die sich in der Nachfolge ihrer Mutter, der Friedensnobelpreis-Trägerin Wangari Maathai für Aufforstung in Afrika einsetzt.
Kenia hat die Aufforstung seiner Waldfläche auf 10 % seiner Staatsfläche als Ziel herausgegeben. Zum Einsatz kam dabei mit Holzkohle ummanteltes Saatgut, das per Hubschrauber über abgeholzten Landschaften verteilt wurde.

## Widerstreitende Interessen
In Kenia wehrt sich die ländliche Bevölkerung gegen die Vernichtung von Wäldern durch Herstellung von Holzkohle und den Export von Edelhölzern.
In Kenia hat die Abholzung von Wäldern auch bereits negative Auswirkungen bei der Wasserversorgung.
Auf der anderen Seite findet in Uganda die Umwandlung von Buschland in ein Waldschutzgebiet bei der ländlichen Bevölkerung wenig Gegenliebe und wird von der Presse als Landgrabbing gebrandmarkt.
Die schwedische Energieagentur hat den Handeln mit CO2-Zertifikaten mit dem norwegischen Holzkonzerns Green Resources AS aufgrund der lokalen Konflikte eingestellt. In den 1990er Jahren hatte der Konzern in Uganda 12.000 Hektar Land gepachtet, um Kiefern an den Ufern des Viktoriasees anzupflanzen.
Ebenfalls in Uganda hat der ehemalige deutsche FDP-Politiker Manfred Vohrer im Jahre 2002 mit Unterstützung des Bundesentwicklungsministeriums (BMZ) im Nordwesten Ugandas auf 12.000 Hektar Kiefern angepflanzt. Sein Unternehmen Global Woods International AG wurde als negatives Beispiel in der Wochenzeitschrift Der Spiegel beschrieben.
Die Deutsche Klimafinanzierung, ein Zusammenschluss von Oxfam, Brot für die Welt, Germanwatch und der Heinrich-Böll-Stiftung kommentierte das AFR100-Projekt bislang nur sehr knapp und meinte „Bäume pflanzen ist kein Waldschutz“.
In einer 2024 erschienenen Studie der University of Liverpool wird definiert, was das „eigentliche Ziel der Wiederaufforstung“ ist und kritisiert, das die Programme das so definierte Ziel nicht immer erreichen.

## Weitere Aufforstungs-Initiativen
Die Diskussion rund um die Erhaltung von Wäldern hat eine lange Historie:
- Green Belt Movement – Diese Initiative unterstützt das Projekt AFR100
- Afrikas Grüne Mauer im Sahel
- Plant-for-the-Planet
- REDD+[23][24] / Waldkohlenstoffpartnerschaft – Forest Carbon Partnership Facility (FCPF)[25]
- Wiederherstellung von vielfältigen, wirtschaftlich produktiven und ökologisch intakten Waldlandschaften – Forest Landscape Restoration (FLR)[23]
- Bonn Challenge[26][27][28]
- Farmer Managed Natural Regeneration